# انبساط شتاب‌دار جهان
مشاهدات نشان می‌دهند انبساط جهان با روندی شتاب‌دار در حال انبساط است. انبساط شتاب‌دار جهان در بیان رسمی فاکتور مقیاس ({\displaystyle a(t)}) در (کیهان‌شناسی) یک مقدار مثبت برای مشتقّ دوم آن نسبت به زمان دارد. که نتیجه آن این است که جهان کنونی منبسط می‌شود و روند انبساط آن نیز دارد سرعت می‌گیرد این افزایش سرعت وابسته به زمان و نه مکان است و به همین دلیل نباید با افزایش سرعتی که در نتیجهٔ دور شدن است (بر اساس قانون هابل) اشتباه گرفته شود. انبساط شتاب‌دار جهان در سال ۱۹۹۸ توسط دو پروژهٔ مستقل کشف شد. مشاهدات ابرنواخترهای نوع Ia نشان داد که سرعت افزایش جهان بر حسب زمان زیاد می‌شود به همین دلیل جایزه شاو در سال ۲۰۰۶ و جایزه نوبل در فیزیک در سال ۲۰۱۱ به کاشفان آن یعنی آدم ریس، سل پرلموتر، برایان اشمیت تعلق گرفت. برای درک ریاضیات پیچیده این پدیده مبحثی بنام نظریه میدان اسکالر ارائه شده‌است.
گمان می‌رود که انبساط شتاب‌دار جهان از زمانی آغاز شده که جهان تقریباً ۴ میلیارد سال پیش وارد دوران تحت سلطه انرژی تاریک خود شده‌است. یک مقدار مثبت از ثابت کیهانی Λ، معادل حضور انرژی خلاء مثبت، که «انرژی تاریک» نامیده می‌شود. در حالی که توضیحات احتمالی جایگزین وجود دارد، توصیف با فرض انرژی تاریک (Λ مثبت) در کیهان‌شناسی مدل استاندارد فعلی استفاده می‌شود، که همچنین شامل ماده تاریک سرد (CDM) است و به عنوان مدل لامبدا-سی دی ام شناخته می‌شود.

## پس‌زمینه
در دهه‌های پس از کشف پس‌زمینه تابش زمینه کیهانی (CMB) در سال ۱۹۶۵، مدل مه بانگ به پذیرفته‌شده‌ترین مدلی تبدیل شده‌است که روند تکامل جهان ما را توضیح می‌دهد. معادله فریدمان توضیح می‌دهد که چگونه انرژی در جهان انبساط آن را هدایت می‌کند.